# میروسلاو مارینویچ
میروسلاو مارینویچ (اوکراینی: Миросла́в Фра́нкович Марино́вич؛ زادهٔ ۴ ژانویهٔ ۱۹۴۹) فعال حقوق بشر و استاد دانشگاه اهل اتحاد جماهیر شوروی است. وی معاون رئیس دانشگاه کاتولیک اوکراین در لویو، فعال اجتماعی، یکی از بنیانگذاران عفو بین‌الملل اوکراین و یکی از اعضای مؤسس گروه هلسینکی اوکراین است.
وی همچنین برندهٔ جوایزی همچون نشان برای شجاعت شده است.

## زندگی‌نامه

### اوایل زندگی
مارینویچ در ۴ ژانویه ۱۹۴۹ در روستای کوماروویچی در ناحیه استاروسامبیرسکی در استان دروهوبیچ (اکنون استان لویو) به دنیا آمد. پدربزرگ او کشیش کلیسای کاتولیک یونانی اوکراین و خانواده او بسیار مذهبی بودند. در دروهوبیچ به دبیرستان رفت که با مدال طلا فارغ‌التحصیل شد. سپس به مدت یک سال به عنوان منشی در کارخانه دروهوبیچ مشغول به کار شد.
در ۱۹۶۷، میروسلاو مارینویچ تحصیلات خود را در مؤسسه پلی تکنیک لویو آغاز کرد. در ۱۹۷۰هنگام تحصیل در مؤسسه علیه رژیم شوروی که از آرمان‌های کمونیسم حمایت نمی‌کرد سخن گفت. در نتیجه باعث شد برای اولین بار نزد کاگ‌ب برود.

### زندگی حرفه‌ای
در ۱۹۷۲ از پلی تکنیک لویو فارغ‌التحصیل شد و به عنوان مترجم انگلیسی در کارخانه ایوانو-فرانکیفسک «پوزیترون» مشغول به کار شد. در همان زمان او به دیدارهایش با مخالفان لویو و کی‌یف ادامه داد. در ۲۲ مه ۱۹۷۳ در کی‌یف حین گل گذاشتن در بنای یادبود تاراس شوچنکو توسط پلیس دستگیر و تفتیش شد.
پس از آن او به ارتش شوروی اعزام شد، وی از ۱۹۷۳ تا ۱۹۷۴ در وولوگدا به خدمت سربازی پرداخت.
مارینویچ پس از پایان دوره خدمتش در ارتش، در ۱۹۷۴ به کی‌یف نقل مکان کرد. او به عنوان سردبیر فنی مجله پوچابووا شیلا (دبستان) و در انتشارات تخنیکا مشغول به کار شد، اما از آنجا به دستور کاگ‌ب اخراج شد. مدتی بیکار بود. قبل از دستگیری، اقدام به تبلیغ و چسباندن پوستر روی دیوار کرد.

### دوران زندان
در ۱۹۷۶ مارینویچ با میکولا ماتوسوویچ آشنا شد و پس از ان به عنوان یکی از اعضای مؤسس گروه هلسینکی اوکراین درآمد. از آن زمان، او بارها توسط پلیس در کی‌یف و سرپوخوف بازداشت شد. در دروهوبیچ بازجویی شد، او دائماً مورد تهدید قرار می‌گرفت. سرانجام، در ۲۳ آوریل ۱۹۷۷ مارینویچ و ماتوسوویچ به دلیل عضویتشان در گروه به دلیل تحریک و تبلیغات ضد شوروی دستگیر شدند. در محاکمه و صدور حکم، او هرگونه اتهامی را انکار کرد. پس از ۱۱ ماه سرانجام به او حکم داده شد و به حداکثر مجازات شامل ۷ سال کار شاقه در اردوگاه‌های امنیتی و ۵ سال تبعید محکوم شد.
مارینویچ در اردوگاه پرم وی اس -۳۸۹/۳۶–۲ در منطقه پرمسکایا دوران کار اجباری را گذراند. او در اردوگاه تمامی اقدامات حقوق بشری ممکن را انجام داد، اعتصاب غذا کرد، از جمله یک تظاهرات ۲۰ روزه در اردوگاه را به پیش برد. در تمام مدت او مجازات می‌شد. در ۱۹۷۸، عفو بین‌الملل مارینویچ را به عنوان یک زندانی عقیدتی تحت حمایت خود گرفت. از آوریل ۱۹۸۴، مارینویچ به روستای سارالژین در ناحیه اویل در منطقه آق‌تپه قزاقستان تبعید شد و در آنجا به عنوان نجار به کار پرداخت. او با لیوبا خینه ازدواج کرد. همسرش برای تبعید نزد او نقل مکان کرد.

### فعالیت‌های بعدی
در ۱۹۸۷، او به غرب اوکراین بازگشت و در یک پالایشگاه نفت در دروهوبیچ مشغول به کار شد. او همچنین به عنوان خبرنگار در روزنامه محلی هالیتسکا زوریا (ستاره هالیچ؛ اوکراینی: Галицька Зоря) به کار پرداخت.
همچنین در ۱۹۹۱ مارینویچ اولین گروه عفو بین‌الملل را در اتحاد جماهیر شوروی تأسیس کرد و تا سال ۱۹۹۶ به عنوان رئیس آن خدمت کرد. وی از ۱۹۹۳ تا ۱۹۹۷ به عنوان رئیس کمیته ملی نیز خدمت کرد.
از ۱۹۹۷ تا ۲۰۰۷ مارینویچ به عنوان مدیر مؤسسه دین و جامعه آکادمی الهیات لویو (که بعداً دانشگاه کاتولیک اوکراین شد) خدمت کرد، و عضو انجمن علمی الهیات اوکراین بود.
از ۲۰۰۰ تا ۲۰۰۵ مارینویچ به عنوان معاون رئیس دانشگاه کاتولیک اوکراین برای امور خارجی خدمت کرد.
از ۲۰۰۷ او رئیس مؤسسه دین و جامعه، دانشگاه کاتولیک اوکراین است.
در ۲۰۱۰ مارینویچ رئیس مرکز اوکراین بین‌المللی شد و تا کنون به عنوان رئیس افتخاری آن خدمت می‌کند.

### انتشارات
- اولین اثر منتشر شده مارینویچ در ۱۹۹۰ منتشر شد، با عنوان انجیل به روایت خدای ابله. این اثر در دوران خدمت وی در تبعید نوشته شده بود و سپس به آلمانی و فرانسوی ترجمه شد.
- در ۱۹۹۱ دومین اثر او با عنوان اوکراین در حاشیه کتاب مقدس (به اوکراینی: Україна на полі Святого Письма) منتشر شد.
- در ۱۹۹۳ - «کفاره کمونیسم»، «اوکراین: جاده از طریق صحرا».

## جوایز
از جمله جوایزی که میروسلاو مارینویچ به دست آورد شامل جایزه ای از مجله سوچاسنیست ("مدرنیته") برای گزارش علوم سیاسی به خاطر کتاب "تاوان کمونیسم" (۱۹۹۳) دریافت کرد، جایزه والری مارچنکو را از اداره اوکراین-آمریکایی برای حمایت از حقوق بشر برای بهترین اثر دریافت کرد.
نشریه حقوق بشر (۱۹۹۵)، مدال ولادیمیر ژابوتینسکی برای ارتقای درک بین قومی از جامعه اوکراین و اسرائیل (۱۹۹۹)، جایزه بشردوستانه سرجیو ویرا د ملو (۲۰۱۳)، و مدال آزادی ترومن-ریگان (۲۰۱۴)).